# Miagrammopes viridiventris
Miagrammopes viridiventris är en spindelart som beskrevs av Embrik Strand 1911. Miagrammopes viridiventris ingår i släktet Miagrammopes och familjen krusnätsspindlar. Inga underarter finns listade i Catalogue of Life.